# 林尊
林尊（?—?）。字长宾，济南郡（今山东省济南市）人，西汉儒学学者。
跟随大儒欧阳高学习《书经》。漢宣帝时，为博士，参加石渠阁会议讨论儒经。后来历任少府、太子太傅。林尊教授弟子平当、陈翁生。平当官至丞相。陈翁生官至信都国太傅。都能传他的经学，从此《今文尚书》欧阳学有平、陈之學。平当授朱普、鲍宣，陈翁生授龔勝、殷崇。

## 延伸阅读
[在维基数据编辑]
 《漢書·卷088》，出自班固《漢書》